# Claus Mathiesen
Claus Mathiesen (født 2. september 1955 i Herning) er en dansk forsker. 
Mathiesen er uddannet cand.mag. i russisk og polsk og sprogofficer.
Mellem 1999 og 2007 var han forsvarsattaché i Ukraine.
Siden midten af 2010'erne har han ofte fungeret som ekspert i medierne angående blandt andet Rusland og Ukraine.
Mathiesen er tilknyttet Forsvarsakademiet.

## Udvalgt bibliografi
- Claus Mathiesen (1. september 2008), "Moskvas høge", Udenrigs (3): 89-95, doi:10.7146/UDENRIGS.V0I3.119432, Wikidata  Q110749481